# Den fjärde mannen (film)
Den fjärde mannen (originaltitel: De vierde man) är en nederländsk thrillerfilm från 1983 i regi av Paul Verhoeven, med Jeroen Krabbé och Renée Soutendijk i huvudrollerna. Filmen är baserad på Gerard van het Reves roman De vierde man från 1981.

## Handling
Författaren Gerard Reve lämnar Amsterdam för att hålla en föreläsning i Vlissingen. I en kiosk på stationen ser han en ung man som fascinerar honom. Under tågresan får Gerard ett antal visioner. I samband med sin föreläsning möter han Christine, en rik änka som äger en skönhetssalong, hon och Gerard inleder en affär.
Under ett besök i Christines salong hittar Gerard ett foto av Christines pojkvän Herman och han känner igen honom som mannen från stationen. Gerard flyttar in hos Christine och efter en tid övertygar han Christine att bjuda hem Herman så att de tre kan umgås ett par dagar. Christine reser till Köln för att hämta Herman och under tiden hittar Gerard tre filmer som visar hennes tre tidigare makar. Han får allt fler visioner och börjar misstänka att Christine mördat sina makar och att antingen han eller Herman kommer att bli det fjärde offret.

## Medverkande
| Jeroen Krabbé    | – Gerard Reve              |
| Renée Soutendijk | – Christine Halsslag       |
| Thom Hoffman     | – Herman                   |
| Dolf de Vries    | – Dr. de Vries             |
| Geert de Jong    | – Ria                      |
| Hans Veerman     | – begravningsentreprenören |
| Hero Muller      | – Josefs                   |
| Caroline de Beus | – Adrienne                 |

## Uppföljare
Paul Verhoeven ansåg att Basic Instinct - iskallt begär var något av en andlig uppföljare till Den fjärde mannen.